# Caprimulgus atripennis
Caprimulgus atripennis — вид рода Козодои, встречающийся в южной части Индии и на Шри-Ланке. Ранее считался подвидом длиннохвостого козодоя (Caprimulgus climacurus).

## Таксономия
Томас Джердон впервые описал этот вид в аннотации к своему описанию большого козодоя (Caprimulgus indicus) в 1845 году в «Illustrations of Indian ornithology». Впоследствии его иногда снова объединяли с козодем Хорсфильда (Caprimulgus macrurus), но в 1987 г. было отмечено совместное обитание Caprimulgus atripennis и C. macrurus без скрещивания на северо-востоке Индийского полуострова, что свидетельствует об их принадлежности к разным видам. С тех пор его видовая самостоятельность была подтверждена на основе исследований издаваемых криков. Подвид, обитающий на Шри-Ланке называется C. a. aequabilis. Джердон упоминает в качестве местности, где обнаружен типовой экземпляр, «Ghauts», которая в наше время считается Восточными Гатами к западу от Неллора.

## Описание
Как и у других козодоев, у него широкий рот, длинные крылья и мягкое пуховое оперение. Ночное животное. При общей длине 26 см он почти на голову больше, чем индийский козодой (Caprimulgus asiaticus), и отличается от этого вида заостренным хвостом, рыжей задней стороной шеи и перемычками на крыльях. У самца на каждом крыле есть белое пятно. В остальном их камуфляжная окраска в основном пестрая, желтовато-коричневая и коричневая, что типично для козодоев сумрачных тропических лесов. У этого вида белое горло, как у длиннохвостого козодоя, но хвост короче. Шри-ланкийский подвид немного меньше и темнее.
Его крик — это быстрое повторяющееся «ч-ву-ву». Другой крик похож на лягушачье кваканье.

## Экология
Лесные массивы, кустарники и сельхозугодия — среда обитания этой ночной птицы. Он летает после захода солнца легким, бесшумным порхающим полетом, на первый взгляд немного напоминающий огромного мотылька. Днем Caprimulgus atripennis безмолвно лежит на земле, замаскированный своим оперением. Его трудно обнаружить, поскольку он сливается с почвой.
Его пищей являются ночные насекомые, такие как бабочки. В отличие от индийского козодоя этот вид редко отдыхает ночью на дорогах, предпочитая садиться на кусты. Это затрудняет обнаружение, так как его не так легко увидеть в свете фар транспортных средств. Однако, он скрывается на земле, хотя и кричит с деревьев.
Сезон размножения длится с марта по июль в Индии и с февраля по май на Шри-Ланке. Гнезд не строит: два мраморного цвета яйца самка откладывает на голую землю. Скрытность самки, плотно прикрывающей их своим камуфляжным оперением — их лучшая защита. Птенцы могут отползти от гнезда вскоре после вылупления и спрятаться среди листьев в случае тревоги.
Широко распространенные птицы, живущих местах, которым ничто не угрожает, так что они не считается угрожаемым видом по классификации МСОП.